# فرود سورنسن (دراج)
فرود سورنسن (بالدنماركية: Frode Sørensen)‏ مواليد 8 فبراير 1912 في كوبنهاغن - الوفاة 1 أغسطس 1980 في ستوكهولم، كان دراج دانمركي. سبق أن شارك في دورة الألعاب الأولمبية الصيفية وفاز بميدالية أولمبية. أحرز المركز الثاني في بطولة العالم لسباق الدراجات على الطريق في سنة 1937.

## الميداليات
| الميدالية | المسابقة                                    |
| --------- | ------------------------------------------- |
| فضية      | الألعاب الأولمبية الصيفية 1932              |
| فضية      | بطولة العالم لسباق الدراجات على الطريق 1937 |

## روابط خارجية
- فرود سورنسن على موقع أرشيف الدراجات (الإنجليزية)
- فرود سورنسن على موقع إحصائيات الدراجات الإحترافية (الإنجليزية)
- فرود سورنسن على موقع CycleBase (الإنجليزية)
- فرود سورنسن على موقع أوليمبيديا (الإنجليزية)